# Skogsfrankolin
Skogsfrankolin (Peliperdix lathami) är en afrikansk fågel i familjen fasanfåglar inom ordningen hönsfåglar.

## Utseende och läte
Skogsfrankolinen är en vacker hönsfågel, med ansiktet tecknat svart och grått, ryggen brun och undersidan med tydliga vita fläckar. Hanen är mörkare, med kastanjebrun rygg och svart under, medan honan är brunare. Arten är ytligt lik iturivakteln, men skiljer sig från denna genom mörk näbb, avsaknad av röd bar hud i ansiktet och gula snarare än röda ben. Bland lätena hörs en bubblande fallande serie och en duett bestående av nasala toner och upprepade fallande fraser.

## Utbredning och systematik
Skogsfrankolin delas in i två underarter:
- Peliperdix lathami lathami – förekommer från Sierra Leone till Gabon, nordvästra Demokratiska republiken Kongo och Angola
- Peliperdix lathami schubotzi – förekommer från västra Demokratiska republiken Kongo till sydvästligaste Sudan, västra Uganda och nordvästra Tanzania

### Släktestillhörighet
Tidigare placerades den i släktet Francolinus, men flera genetiska studier visar att Francolinus är starkt parafyletiskt, där vissa av arterna står närmare helt andra släkten i familjen.

## Levnadssätt
Skogsfrankolinen lever i regnskog, där den rör sig runt på marken på låga till medelhöga höjder. Den är mycket skygg och svår att få syn på.

## Status och hot
Arten har ett stort utbredningsområde, men tros minska i antal, dock inte tillräckligt kraftigt för att den ska betraktas som hotad. Internationella naturvårdsunionen IUCN listar arten som livskraftig (LC).

## Namn
Fågelns vetenskapliga artnamn hedrar den engelske ornitologen John Latham (1740-1837).